# 7608 Телеґремія
7608 Телеґремія (7608 Telegramia) — астероїд головного поясу, відкритий 22 жовтня 1995 року.
Тіссеранів параметр щодо Юпітера — 3,486.